# Sportåret 1809

## Händelser

### Boxning

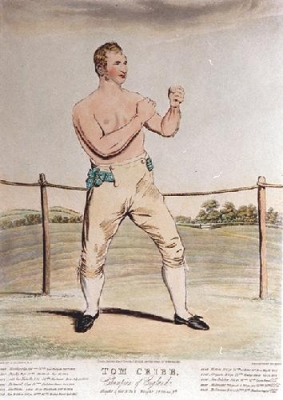
Tom Cribb.

- 1 februari – Tom Cribb besegrar Jem Belcher i Epsom Downs och försvarar därmed sin engelska mästerskapstitel i tungvikt. Matchen varar i 40 minuter över 31 ronder.[1]

- 9 april – Bill Richmond besegrar Isaac Wood i Coombe Wood. Matchen varar i 23 ronder.[2]

- 14 april – Bill Richmond besegrar Jack Carter i Nuneaton eller Epsom Downs. Matchen varar i 25 minuter.[2]

- 9 augusti – Bill Richmond besegrar George Maddox nära Margate. Matchen varar i 52 ronder.[2]

- Okänt datum – Tom Cannon besegrar Tom Anslow i Slough Fair. Matchen varar i 32 minuter.[3]

### Hästsport
- 18 april – 2000 Guineas Stakes, det näst yngsta av de fem stora årgångsloppen i Storbritannien, löps på Newmarket Racecourse i Newmarket för första gången.[4]